# Golfo de los Mosquitos
El golfo de los Mosquitos  se localiza en el mar Caribe, concretamente en la costa sur del antiguo Reino de Mosquitia. Se extiende desde el este de la península Valiente, en la comarca Ngäbe-Buglé, pasando por la costa norte de la provincia de Veraguas y finaliza en la desembocadura del río Coclé del Norte, al oeste de la provincia de Colón.
Algunos ríos como el Calovébora, Guázaro, Concepción, Veraguas, Belén, Petaquilla y Coclé del Norte desembocan en este golfo. La isla Escudo de Veraguas es la única isla en la zona. Entre las principales localidades costeras se encuentran Calovébora, Santa Catalina, Tobobé y Belén.